# یادواره رضاقلی‌میرزا ظلی
یادواره رضاقلی‌میرزا ظلی نام دو آلبوم موسیقی است. در این آثار گروه بازسازی شیدا به سرپرستی محمدرضا لطفی به اجرای آهنگ‌ها و تصانیف قدیمی در دستگاه چهارگاه و آواز بیات اصفهان پرداخته‌است. خواننده و نوازندگانی که در این دو آلبوم با محمدرضا لطفی همکاری داشته‌اند عبارتند از: سجاد مهربانی خواننده، ماهیار تمسکنی نوازنده سنتور، رضا پرویززاده نوازنده کمانچه، محمد میرزایی نوازنده نی، محمد امین اکبرپور نوازنده تار، حسین حدت نوازنده عود، سهیل الله‌دادیان نوازنده تمبک.

## فهرست آهنگ‌ها
آلبوم بازسازی اصفهان:
بخش اول:
گروه بازسازی شیدا آهنگسازان: مرتضی نی‌داوود، علی اکبر شهنازی، حبیب سماعی، محمدرضا لطفی
- پیش درآمد اصفهان
- تکنوای تار
- تصنیف نادیده رخت
- درآمد اصفهان
- گوشه های آواز، درآمد و جامه دران
- چهارمضراب بیات راجه
- آواز، بیات راجه و عشاق
- ضربی عشاق
- ادامه آواز، عشاق دوم، اوج و فرود
- تصنیف سلسله موی دوست
- تصنیف تازه نگار
- رنگ

بخش دوم:
- بداهه نوازی کمانچه در آواز افشاری، محمدرضا لطفی (کمانچه)، محمد قوی‌حلم (تنبک) - کنسرت نیاوران، تیرماه ۱۳۸۶

آلبوم بازسازی چهارگاه:
- پیش درآمد چهارگاه (لزگی)
- تکنوازی کمانچه
- آواز- درآمد چهارگاه
- دوضربی زابل- به همراه آواز و نی
- تصنیف نگارا
- تکنوازی تار
- آواز- حصار
- تصنیف کمانداران ابرو
- تکنوازی سنتور
- آواز -مخالف و مغلوب و فرود
- تصنیف بُتا
- رنگ